# أجسام نجمية فتية
| ولادة النجوم |
| - وسط بين نجمي - غيمة جزيئية - كرة بوك - سديم مظلم - جرم نجمي فتي - نجم أولي - نجم تي الثور - نجم قبل النسق الأساسي - هيربيغ أي/ نجم بي - سديم شمسي |
| أصناف الأجرام الفلكية |
| - جرم هيربج هارو |
| المفاهيم النظرية |
| - دالة الكتلة الأولية - كتلة جينس - آلية كلفن هلمهولتز - فرضية السديم - هجرة الكواكب                                                                |
| هذا الصندوق: اعرض ناقش عدل |

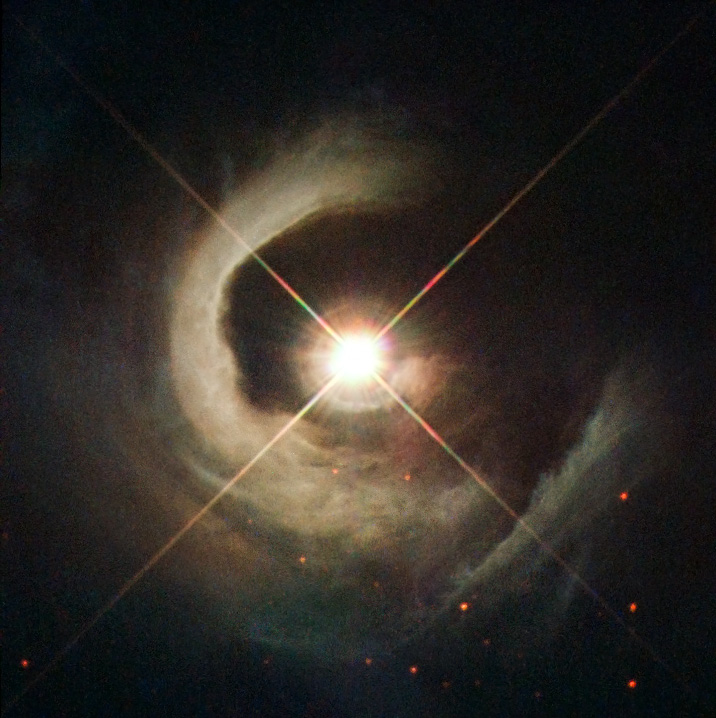
V1331 الدجاجة, جسم نجمي فتي محاط بسديم عاكس

الأجسام النجمية الفتية (بالإنجليزية: Young stellar object (YSO)) هي النجوم أثناء عملية التكوين أو في مرحلة مبكرة جدا من التطور. هناك نوعان رئيسيان من الأجسام النجمية الفتية وهما: النجوم الأولية والنجوم قبل النسق الأساسي.
الأجسام النجمية الفتية تتواجد في الغالب داخل أو بالقرب من الغاز والغبار بين النجوم، وفي معظم الأحيان جزءا لا يتجزأ أو مطمورة في السحب الجزيئية.

## التصنيف
يمكن التفرقة بين هذه النجوم من خلال الكتلة بتقسيمه إالى: الأجسام النجمية الفتية الضخمة، والأجسام النجمية الفتية ذات الكتلة المتوسطة، والأقزام البنية.

### التصنيف بواسطة توزع الطاقة الطيفية
عادة ما تصنف الأجسام النجمية الفتية باستخدام معايير تستند على انحدار توزع الطاقة الطيفية، الذي طرحة الفلكي لادا تشارلز جي عام (1987). واقترح ثلاثة أصناف (I, II و III / أو الأول والثاني والثالث)، استنادا إلى قيم الفواصل الزمنية للمؤشر الطيفي {\displaystyle \alpha \,}:
{\displaystyle \alpha ={\frac {d\log(\lambda F_{\lambda })}{d\log(\lambda )}}}.
```

  

    

      

        
λ

        

      

    

    
{\displaystyle \lambda \,}

  

 الطول الموجي، و 

  

    

      

        

          
F

          

            
λ

          

        

      

    

    
{\displaystyle F_{\lambda }}

  

 كثافة التدفق الضوئي.
```

## إقراء أيضا
- كرة بوك